# Freschengruppe
Die Freschengruppe ist eine Berggruppe im österreichischen Bundesland Vorarlberg. In der internationalen vereinheitlichten orographischen Einteilung der Alpen (SOIUSA) ist sie eine von 13 Untergruppen des Bregenzerwaldgebirges. Sie ist die zentrale Gruppe im Westlichen Bregenzerwaldgebirge.

## Einordnung
Die SOIUSA ordnet die Berggruppe wie folgt ein:
| Einordnung nach SOIUSA | Einordnung nach SOIUSA | Einordnung nach SOIUSA          |
| ---------------------- | ---------------------- | ------------------------------- |
| Teil                   | II                     | Ostalpen                        |
| Sektor                 | II/B                   | Nördliche Ostalpen              |
| Abschnitt              | 22                     | Bayerische Alpen                |
| Sektor                 | 22/A                   | Allgäuer und Bregenzer Alpen    |
| Unterabschnitt         | 22.I                   | Bregenzerwaldgebirge            |
| Obergruppe             | 22.I.A                 | Westliches Bregenzerwaldgebirge |
| Gruppe                 | 22.I.2                 | Freschen-Walser-Kette           |
| Untergruppe            | 22.I.2.a               | Freschengruppe                  |

## Lage und Umgrenzung
Vom Hohen Freschen aus gehen Bergketten in alle Richtungen. Die Freschengruppe zieht sich vom Hohen Freschen nach Südwesten Richtung Männle und weiter bis zum Vorarlberger Rheintal bei Zwischenwasser. Diese Kette wird nördlich von der Frödisch und südlich von der Frutz begrenzt.

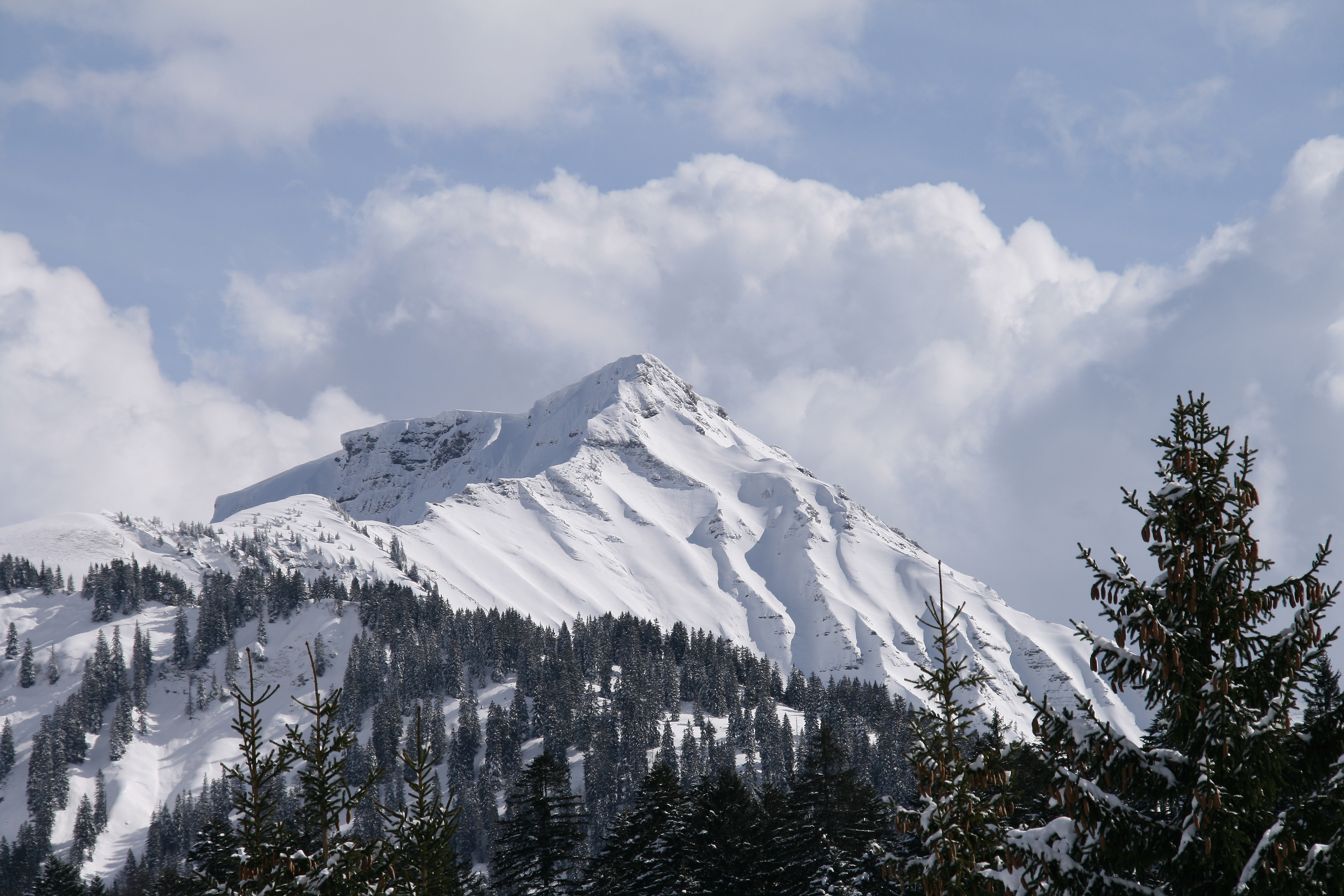
Hoher Freschen im Winter

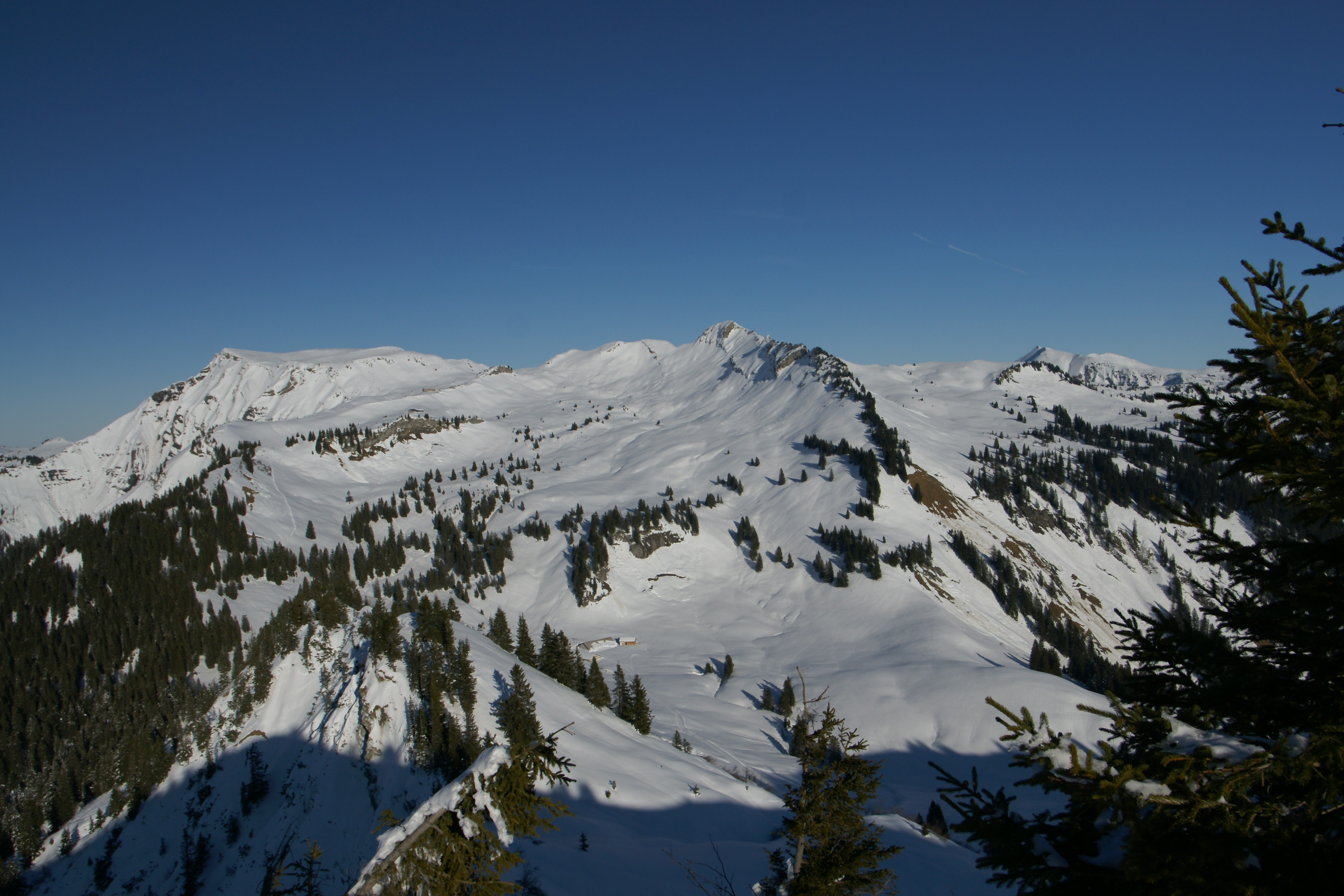
Hoher Freschen von Nob

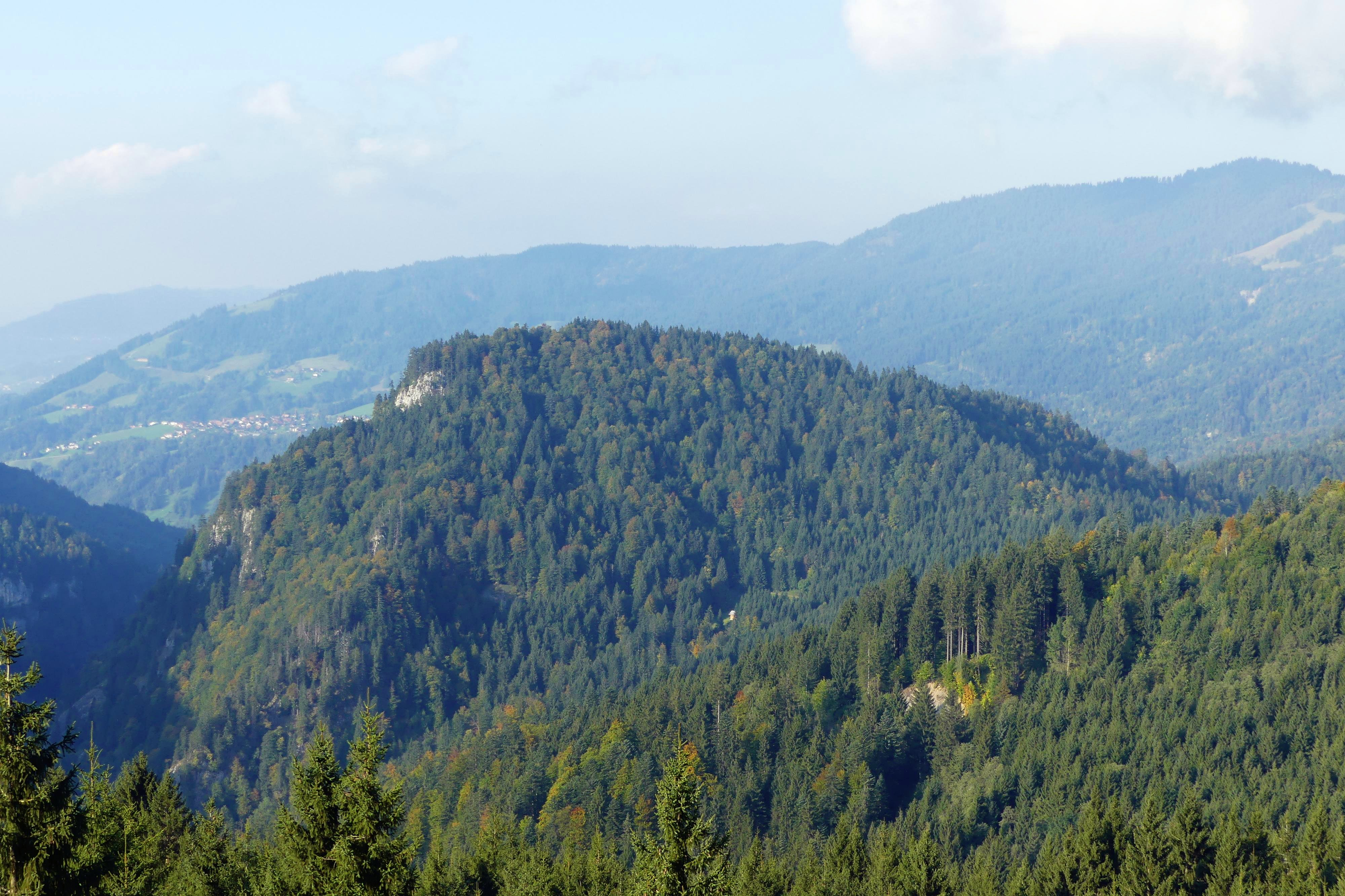
Hoher Knopf, der nördlichste Ausläufer der Freschengruppe

Eine weitere Kette zieht sich nach Südosten Richtung Hohe Matona, Hochrohkopf und Furkajoch. Das Furkajoch ist der Übergang zum Walserkamm. Beim Hochrohkopf geht es ostwärts über das Portla Fürkele zu den Damülser Bergen.
Nach Norden geht ein Ausläufer über den Binnelgrat zum Alpkopf und weiter zur Sattelspitze. Beim Alpkopf geht es östlich über das Fluhlöchle zum Dornbirner First.
Nach Westen geht es über den Valüragrat zur Kugelgruppe.

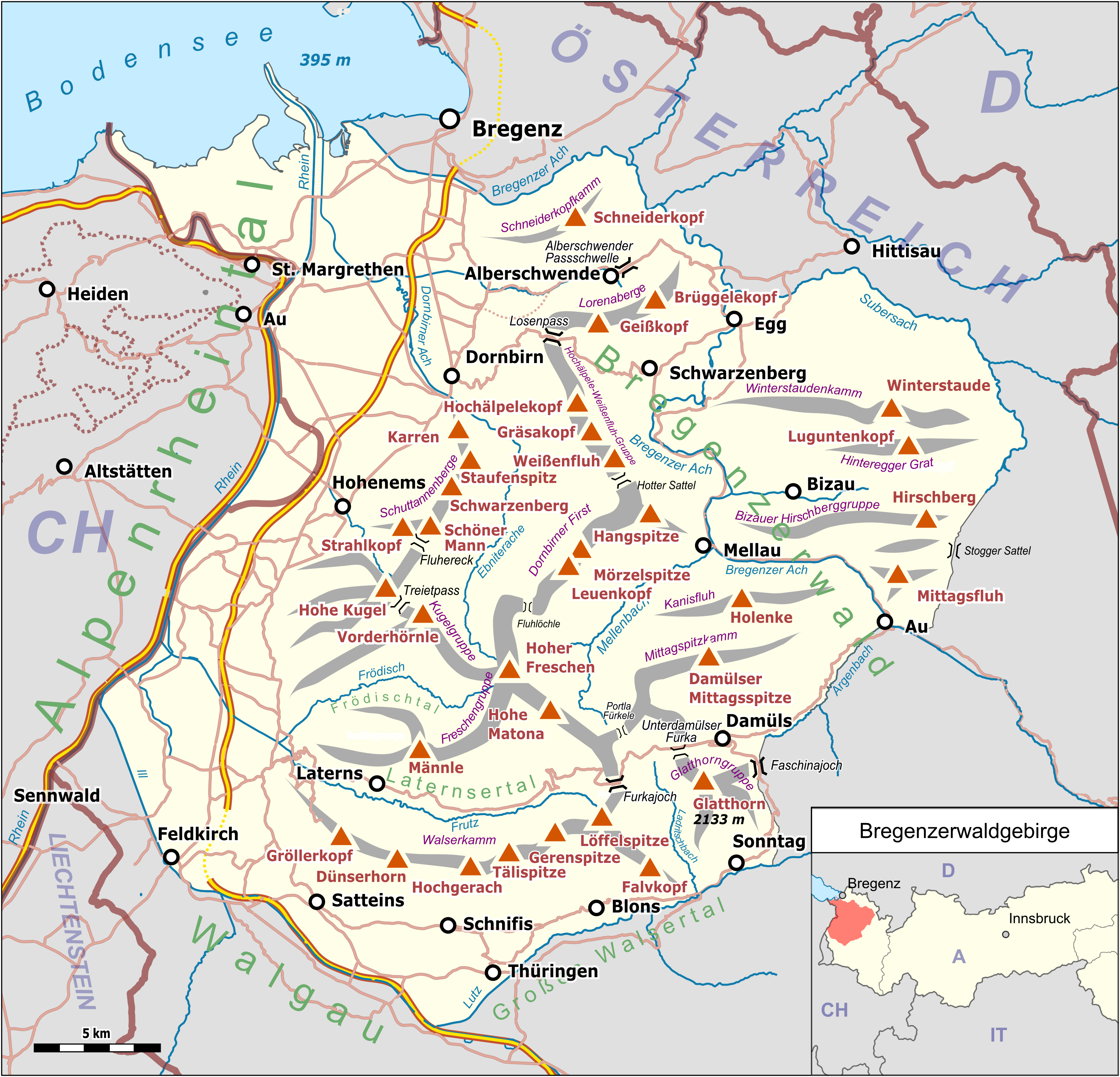
Vom Hohen Freschen aus geht es sternförmig in alle Richtungen

Die Umgrenzung erfolgt von Norden her im Uhrzeigersinn entlang der Linie Gunzenach – Fluhlöchle – Haslachbach – Mellenbach – Portla Fürkele – Portlabach – Ladritschbach – Kühtobelbach – Furkajoch – Frutz – Frödisch -Valuratobelbach Valuragrat – Valorsbach –   Ebniter Ache – Dornbirner Ach – Gunzenach.

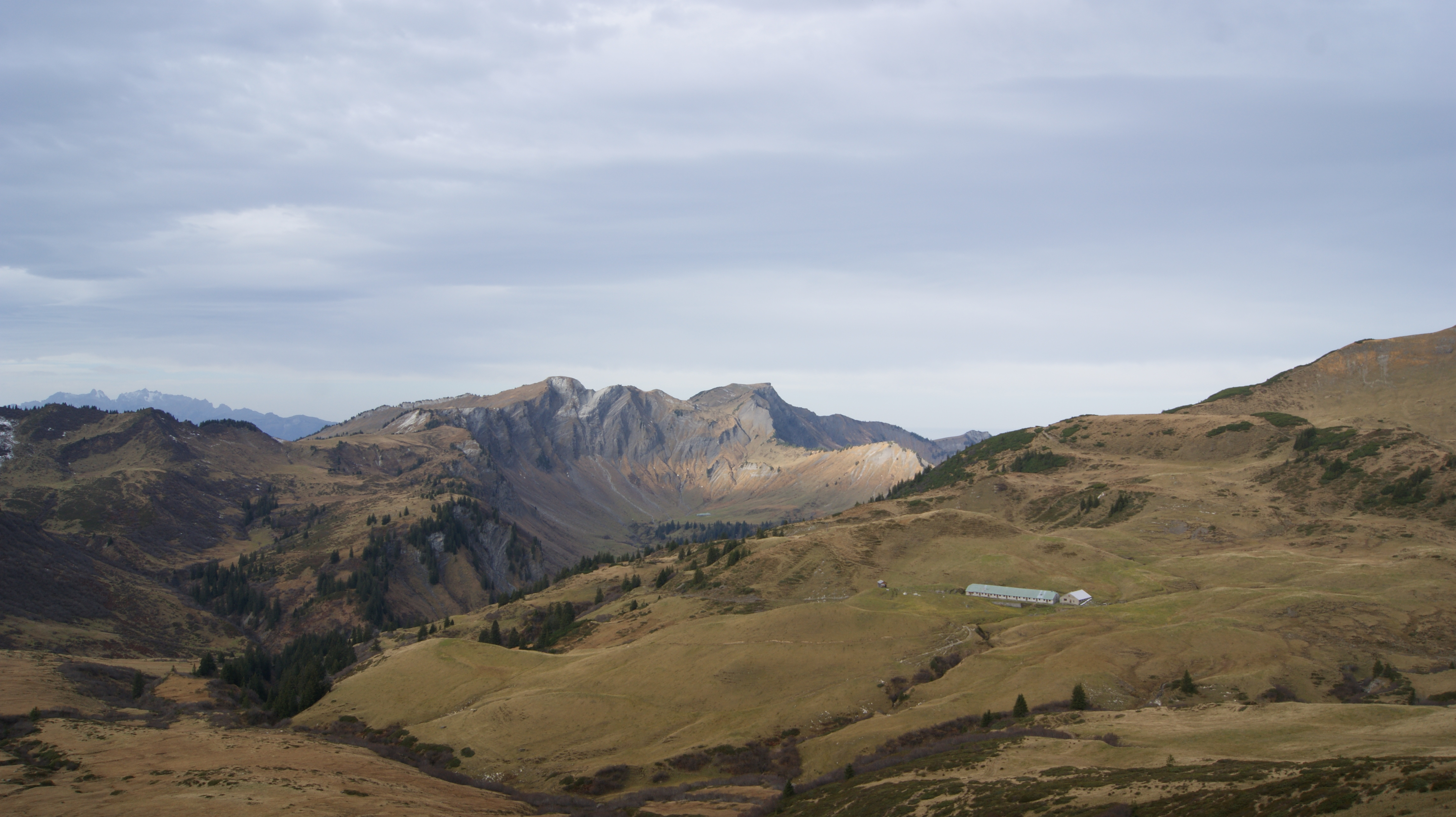
Von links Matona, Hoher Freschen und rechts darunter die Riesenspitze

| Schuttannenberge Kugelgruppe |            | Hochälpele-Weißenkopf-Gruppe Dornbirner First |
| Kugelgruppe                  |            | Damülser Berge                                |
| Walserkamm                   | Walserkamm | Glatthorngruppe                               |

## Gipfel und Sättel
Die Berggruppe besteht aus drei Ketten und ist verknüpft mit weiteren Berggruppen:

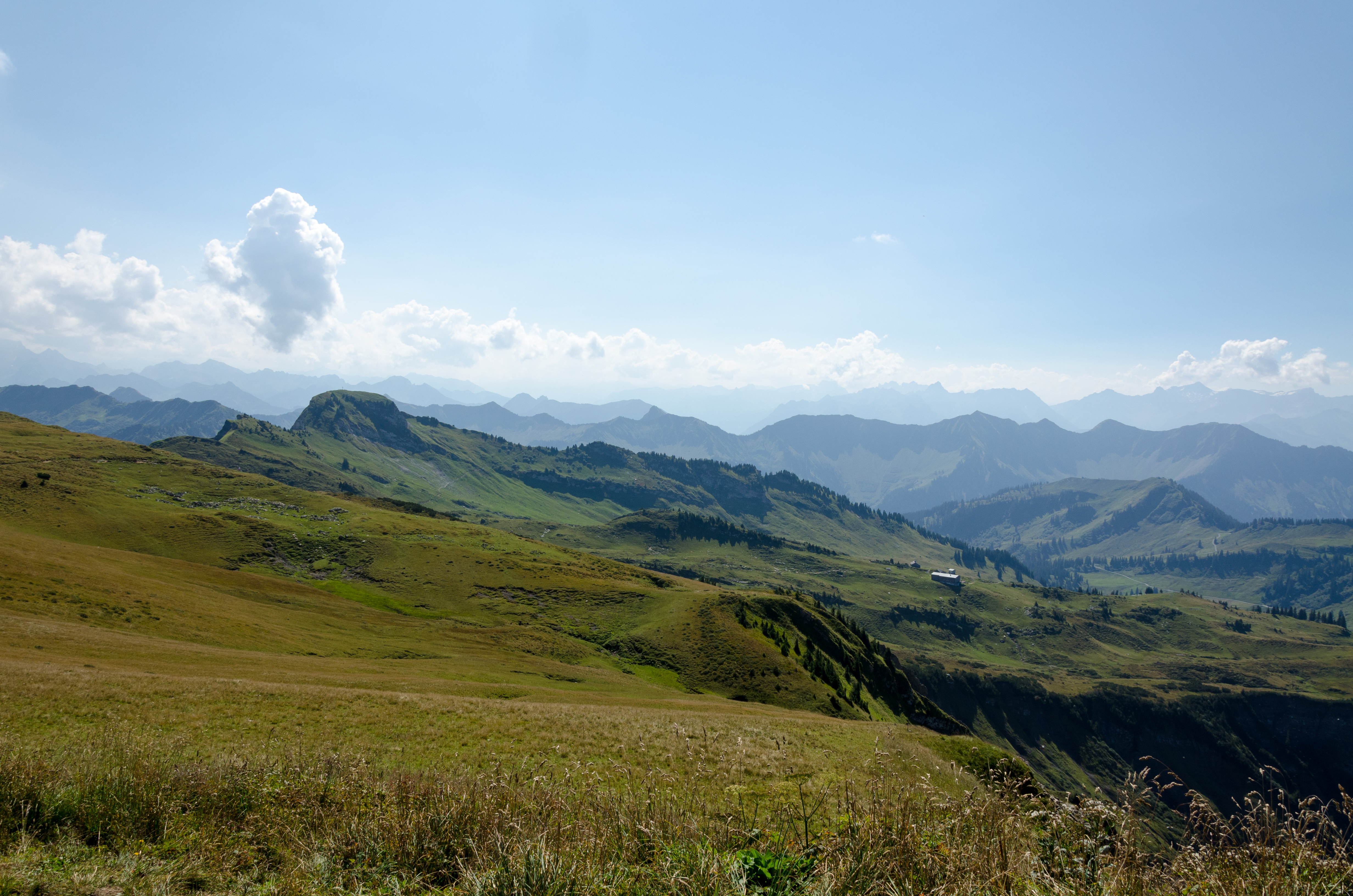
Aussicht vom Hohen Freschen

| Ketten               | Gipfel/Sattel  | Höhe m ü. A. | Seitenarme und Übergänge zu anderen Berggruppen                               |
| -------------------- | -------------- | ------------ | ----------------------------------------------------------------------------- |
| Kette nach Norden    | Hoher Freschen | 2004         | nach Westen über den Valüragrat Übergang zur Kugelgruppe                      |
| Kette nach Norden    | Binnelgrat     |              |                                                                               |
| Kette nach Norden    | Alpkopf        | 1788         | nach Osten Seitenarm zum Fluhlöchle, dort Übergang zum Dornbirner First       |
| Kette nach Norden    | Sattelspitze   | 1562         |                                                                               |
| Kette nach Norden    | Hoher Knopf    | 1092         |                                                                               |
| Matonagrat           | Hoher Freschen | 2004         |                                                                               |
| Matonagrat           | Schusterstuhl  | 1916         | nach Osten Seitenarm zur Riesenspitze (1773 m)                                |
| Matonagrat           | Mellenköpfe    | 1967         |                                                                               |
| Matonagrat           | Hohe Matona    | 1998         |                                                                               |
| Matonagrat           | Gäviser Höhe   | ca. 1790     |                                                                               |
| Matonagrat           | Gerenfalben    | 1938         |                                                                               |
| Matonagrat           | Hochrohkopf    | 1975         | nach Osten Seitenarm zum Portla Fürkele, dort Übergang zu den Damülser Bergen |
| Matonagrat           | Furkajoch      | 1761         | Übergang zum Walserkamm                                                       |
| Kette nach Südwesten | Hoher Freschen | 2004         |                                                                               |
| Kette nach Südwesten | Nob            | 1785         | nach Südosten Seitenkamm zum Gapfohler Falben                                 |
| Kette nach Südwesten | Sandrinakopf   | 1575         |                                                                               |
| Kette nach Südwesten | Männle         | 1503         | nach Norden Seitenkamm zum Rotwaldkopf (1480 m) und Schuttannenkopf (1177 m)  |
| Kette nach Südwesten | Alpwegkopf     | 1437         |                                                                               |

## Siedlungen
Nur ganz im Westen an den Hängen des Rheintals und im Laternsertal an der Südseite des Freschenstocks gibt es Siedlungen:
- Dafins,
- Batschuns,
- Furx,
- Laterns-Thal,
- Laterns-Bonacker und
- Innerlaterns.[2]

Die Laternserstraße L51 ist von Bad Laterns bis Damüls im Winter ca. sechs Monate gesperrt.

## Menschliche Aktivitäten abseits der Siedlungen
Im Sommer ist das Gebiet ein beliebtes Wandergebiet. Zahlreiche Alpen werden bewirtschaftet. Jagd und Forstwirtschaft gibt es ganzjährig. Im Winter sind zwei Schigebiete in Betrieb, ein sehr kleines in Furx und ein kleines im Laternsertal. Im Winter ist die Freschengruppe ein beliebtes Gebiet für Schitouren. Am Furkajoch treffen sich immer wieder mal Hobbyastronomen, da dort die Lichtverschmutzung sehr gering ist.

## Naturschutz
Große Teile der Freschengruppe liegen im Naturschutzgebiet Hohe Kugel - Hoher Freschen - Mellental. Rheintalseitig liegt das Naturschutzgebiet Amatlina-Vita unterhalb von Furx. Abgesehen von den Siedlungen im Rheintal und Laternsertal und den dortigen kleinen Schigebieten ist im Winter das ganze Gebiet verkehrsfrei und beinahe menschenleer. Für das Wild ist es eine große und wichtige Rückzug- und Ruhezone.